# NGC 1629
NGC 1629 is een open sterrenhoop in het sterrenbeeld Kleine Waterslang. Het hemelobject werd op 22 december 1834 ontdekt door de Britse astronoom John Herschel.

## Synoniemen
- ESO 55-SC24